# Weißes Kurzbüchsenmoos
Das Weiße Kurzbüchsenmoos (Brachythecium albicans) ist ein Laubmoos innerhalb der Familie der Brachytheciaceae.

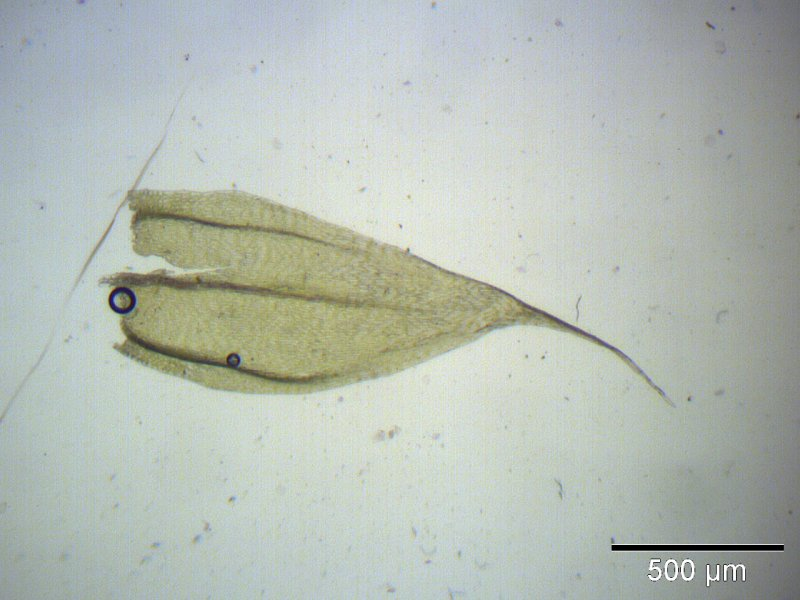
Blatt, 40-fach vergrößert

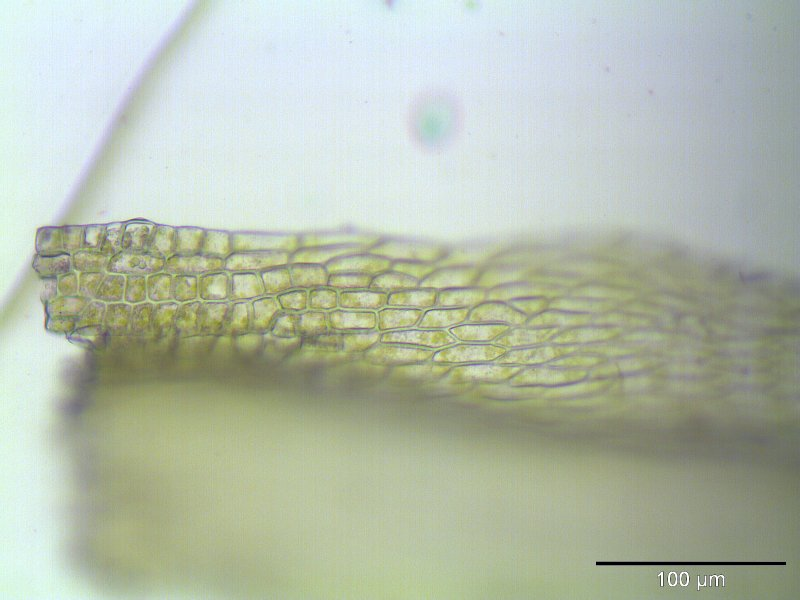
Blattflügelzellen, 250-fach vergrößert

## Merkmale
Das Weiße Kurzbüchsenmoos wächst in lockeren Rasen mit weißlich-grün gefärbten, schlanken Pflanzen. Die Stämmchen und Äste sind auch im feuchten Zustand anliegend beblättert und erscheinen daher schnur- bis fadenförmig. Die Stämmchen wachsen aufsteigend oder kriechend und sind unregelmäßig verzweigt. Sie bilden nur wenige Rhizoide. Die Äste werden 0,5 bis 1,5 cm lang und sind wenig verzweigt. Die dicht stehenden, eiförmigen, plötzlich in eine lange, feine, aber nicht verdrehte Spitze ausgezogenen Blätter sind sowohl im trockenen trocken als auch im feuchten Zustand dachziegelartig am Spross anliegend. An der Blattbasis sind sie dem Stängel herablaufend. Oft weisen sie eine oder mehrere Falten unweit des Blattrandes auf. Die Blattränder sind ganzrandig, oder selten an der Spitze fein gesägt. Die Stämmchenblätter werden bis 2,8 mm, die Astblätter bis 2 mm lang. Die linealischen Laminazellen sind prosenchymatisch und werden 40 bis 80 µm lang und 6 bis 10 µm breit. Am Blattgrund sind diese erweitert und rhombisch geformt. Die Blattflügelzellen bilden eine im Umriss eiförmige, basale Gruppe. Sie sind quadratisch bis rechteckig.
Das Moos fruchtet selten. Eine Sporenreife erfolgt zumeist im Winter. Die glatte, rotbraun gefärbte Seta wird 12 bis 20 mm lang. Die etwas gekrümmten, zylindrisch geformten Kapseln sind geneigt oder waagerecht und werden bis 2 mm lang.

## Verbreitung und Standort
Das Moos besitzt ein circumboreales Verbreitungsareal, deren Grenzen im Norden die Arktis, im Süden Nord-Afrika, im Osten südwestliche Teile Asiens und im Westen Nord-Amerika sind. In Australien und Neuseeland wurde es vom Menschen eingeschleppt.
Das Weiße Kurzbüchsenmoos ist ein diözisches, konkurrenzschwaches, pionierfreudiges Moos sonniger, trocken warmer, mäßig saurer, basenreicher, auch kalkhaltiger, mäßig nährstoffreicher Standorte. Es besiedelt primär offenerdige Sandstellen und wächst auf Sand, Erde, Humus, Kalk-, Gips- oder mit Humus übersetztem Gestein. Es ist vor allem in tieferen Lagen verbreitet. Hier kommt es ursprünglich an Pionierstandorten, heute sonst auch häufig an Wegrändern, auf Brachland und in lückigen Rasengesellschaften vor. Typische Begleitmoose sind Tortula ruralis, Ceratodon purpureus, Hypnum cupressiforme s. l., Bryum bicolor s. l. und Rhytidiadelphus squarrosus. 